# 奧斯曼帝國的崛起
奧斯曼帝國的崛起始自十三世紀末，至1453年為止。在十三世紀末，塞爾柱帝國滅亡，在安那托利亞形成许多半獨立的安纳托利亚侯国，其中一個建立於瑟於特（Söğüt）地區的小侯國，是由一支定居於薩卡里亞河（Sakarya River）河谷的卡耶部落所建立，是奧斯曼帝國的誕生地。
這個部落的創立者及首領是埃爾圖魯爾（Ertuğrul），埃爾圖魯爾在1281年逝世，鄂圖曼一世繼承為部落領袖。鄂圖曼一世建立鄂圖曼王朝，成為首任鄂圖曼帝國的領導者。
帝國建立後，一些安納托利亞侯國的贝伊與奧斯曼帝國聯合起來對抗拜占庭帝國，自羅姆蘇丹國在十三世紀敗于蒙古人後，拜占庭帝國統治部分安那托利亞地區。拜占庭與奧斯曼之戰持續百多年，由1299年至1453年，在奧斯曼王朝領導下，奧斯曼帝國奪得安那托利亞及巴爾幹半島的控制权。1453年的君士坦丁堡之陷落標誌著拜占庭帝國滅亡，使權力由基督教歐洲社會轉移至中東伊斯蘭勢力。多個世紀以來，奧斯曼帝國成為歐洲的地區霸主。

## 奧斯曼一世時期
1265年，拜占庭帝國的城鎮瑟於特被埃爾圖魯爾佔領，這是1260至1310年代鄂圖曼土耳其人佔領的眾多城鎮的第一個，埃爾圖魯爾在1281年逝世，鄂圖曼一世繼位。鄂圖曼一世征服了鄰近的部落。1310年代後期，鄂圖曼一世開始進攻拜占庭帝國一些重要的要塞。
耶尼謝希爾率先被攻陷，土耳其人以此為根據地對普魯薩（現今的布爾薩）及拜占庭帝國在安那托利亞最大的城市尼西亞（現今的伊茲尼克）發動攻勢。1326年，普魯薩在普魯薩圍城戰中被土耳其人佔領，鄂圖曼一世於普魯薩被攻陷前不久因病逝世。

## 奧爾汗一世時期
奧斯曼之子奧爾汗一世於1331年征服尼西亞、1337年攻陷尼科米底亞（Nicomedia），於普魯薩定都。在奧爾汗統治時期，帝國建立起新的貨幣、政府及現代化的軍隊。
奧爾汗迎娶了拜占庭皇室的約翰六世·坎塔庫澤努斯（John VI Cantacuzenus）的女兒狄奧多拉。1346年，奧爾汗支持約翰六世推翻約翰五世·帕里奧洛格斯。約翰六世在1347年至1354年間與約翰五世共治，奧爾汗進攻蓋利博盧半島，使奧斯曼取得在歐洲的第一個據點。奧爾汗決定對歐洲開戰，土耳其人開始從安那托利那遷到蓋利博盧半島，使之成為色雷斯地區對拜占庭及保加利亞人作戰的跳板。色雷斯東部的大部分地區在十年內都被奧斯曼攻陷，色雷斯東部被殖民，歸奧爾汗控制。對色雷斯的征服使奧斯曼在戰略上得以連接君士坦丁堡與巴爾幹邊境，有利軍事擴張。其次，奧斯曼控制了色雷斯的公路，斷絕了拜占庭帝國與巴爾幹及西歐潛在盟友的聯繫。拜占庭皇帝約翰五世於1356年被迫與奧爾汗簽訂條約，承認他在色雷斯的喪失。

## 穆拉德一世時期
奧爾汗一世在1360年逝世，穆拉德一世成為蘇丹。

### 阿德里安堡戰役
穆拉德一世執政以來的首個重要戰事是阿德里安堡戰役，並佔領阿德里安堡。阿德里安堡是拜占庭帝國在色雷斯境內最重要的軍事、行政及經濟重鎮。穆拉德一世將首都由安那托利亞的普薩斯遷至阿德里安堡，並將阿德里安堡易名為埃迪爾內，以此表示他會帶領奧斯曼帝國繼續向歐洲擴張。
在阿德里安堡陷落之前，大部分的歐洲人都視奧斯曼侵佔色雷斯只是巴爾幹半島南部一連串混亂事件的一個插曲，但當穆拉德一世遷都後，他們了解到奧斯曼意圖長留在歐洲。
巴爾幹國家對於奧斯曼征服色雷斯的舉動相當震驚。拜占庭帝國、保加利亞第二王國及塞爾維亞王國都未做好準備應付奧斯曼的侵攻。拜占庭帝國的領土散落在君士坦丁堡、塞薩洛尼基及摩里亞之間。君士坦丁堡與其他兩個地區的聯繫只能透過海路由意大利威尼斯及熱那亞海權所控制的達達尼爾海峽維繫。疲弱的拜占庭帝國自身亦受到內戰困擾，不再可以憑自身的資源協調力量打敗穆拉德一世。君士坦丁堡則倚靠著其著名的城牆、奧斯曼缺乏海軍力量以及穆拉德一世履行1356年條款的意願苟延殘喘。
在伊凡·亞歷山大統治下的保加利亞亦陷入衰退。為了鞏固領土，他將領土分為三份封給他的兒子。1350年代，伊凡·亞歷山大首任妻子唯一尚在生的兒子、維丁領主伊凡·史拉特辛米爾與伊凡·亞歷山大第二段婚姻所生、指定為沙皇繼承人的伊凡·希什曼的矛盾激化，進一步削弱保加利亞的凝聚力，對外又遭受匈牙利人的威脅。1365年，匈牙利國王拉約什一世侵佔維丁，伊凡·史拉特辛米爾被擒。伊凡·亞歷山大對被匈牙利人攻陷的維丁念念不忘，他與多布魯甲的領主多保提沙及弗拉迪斯拉夫一世組成聯盟對抗匈牙利人。雖然擊退了匈牙利人，但匈牙利人卻發動了更為猛烈的攻勢。伊凡·史拉特辛米爾在1370年自稱為維丁帝國的沙皇，而多保提沙也被廣泛承認為多布魯甲的君主。
塞爾維亞在史蒂芬·烏羅什四世的統治下經歷了一段輝煌時期，但他在1355年去世後，王國迅速衰亡。有權勢的塞爾維亞貴族並不敬重繼任的史蒂芬·烏羅什五世。這位年輕、懦弱、可能智障的國王無力像他的父親一樣管治王國，分離分子乘勢而起，瓦解了塞爾維亞王國。
首先脫離塞爾維亞控制的是希臘地區的色薩利及伊庇魯斯，還有阿爾巴尼亞地區。許多細小的公國在馬其頓西部及南部成立，匈牙利人乘機由北部滲入，烏羅什五世只保有塞爾維亞的核心地帶，那裡的塞爾維亞貴族雖然較他們的君主更為強大，但普遍仍忠於國王，那些核心地帶包括西部的黑山（齊塔）、南部由約萬·烏格列沙統治的包含整個馬其頓東部的塞雷，及由多瑙河南至馬其頓中部的塞爾維亞中部，由烏羅什五世及貴族武卡欣·姆爾尼亞夫切維奇共治。烏羅什五世治下的地域鬆散，領主間又持續爆發內戰，使塞爾維亞無力抵抗奧斯曼帝國。

### 重奪加里波利
1366年，薩伏伊王朝的阿梅迪奧七世在奧斯曼帝國手中重奪加里波利。
1370年，穆拉德一世已幾乎控制了整個色雷斯，奧斯曼帝國已能與保加利亞及由烏格列沙統治的東南部地區接壤。烏格列沙是塞爾維亞最具影響力的地區統治者，他曾在1371年嘗試組成一個反奧斯曼的巴爾幹聯盟，但並不成功。拜占庭帝國因糧食供應問題而無力對抗土耳其人，故拒絕合作。保加利亞在亞歷山大死後分裂為史拉特辛米爾統治的維丁帝國及亞歷山大的繼承人希什曼以大特爾諾沃為首府統治的保加利亞中部。希什曼的皇位受到史拉特辛米爾挑戰，另一方面又要面對土耳其人的壓力，他並沒有餘力參與烏格爾耶薩的計劃。只有姆爾尼亞夫切維奇參與，其他的勢力或未能意識到奧斯曼的威脅，或惟恐在戰爭裡遭到其他勢力的攻擊。

### 馬里查戰役

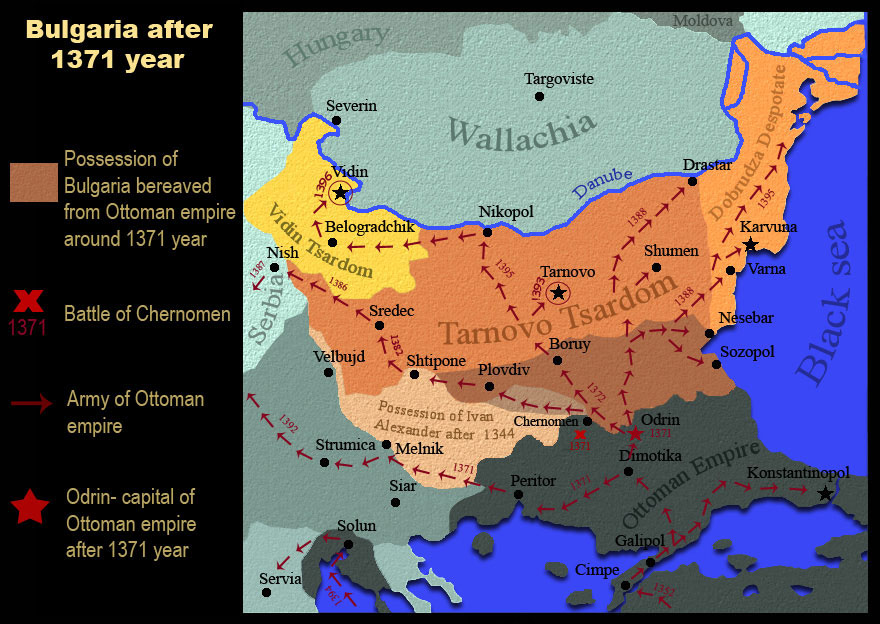
馬里查戰役後奧斯曼帝國軍的進軍路線。

馬里查戰役在1371年9月26日於切諾曼附近的馬里查河爆發，由蘇丹穆拉德一世麾下的軍官拉拉·沙欣·巴夏對抗武卡欣·姆爾尼亞夫切維奇及其兄約萬·烏格列沙率領的七萬名塞爾維亞人（包含保加利亞援軍）。烏格列沙想對奧斯曼帝國首都埃迪爾內發動奇襲，因為當時穆拉德一世身處小亞細亞，首都的兵力較為薄弱，然而拉拉·沙欣·巴夏以較出色的戰術發揮（夜襲聯軍營地）擊敗基督教的軍隊，姆爾尼亞夫切維奇及烏格列沙戰死。戰後，馬其頓及部分希臘地區都納入鄂圖曼帝國的勢力範圍。
凝聚力薄弱的塞爾維亞在大敗後崩潰，烏羅什五世隨即逝世，尼曼查王朝終結，塞爾維亞中部分裂成眾多獨立公國，使塞爾維亞的領土削減了一半。沒有統治者能夠領導他們，也沒有領主被承認為君王。姆爾尼亞夫切維奇的兒子馬高在戰事裡生還，自稱為塞爾維亞國王，但他無力將君王的威信傳達至馬其頓中部普里萊普以外的地區。塞爾維亞陷入分裂狀態，各公國之間亦互相攻伐。
馬里查戰役得勝後，奧斯曼帝國加強對塞爾維亞及保加利亞的攻勢。奧斯曼帝國持續不斷的襲擊使得保加利亞沙皇普什曼被迫與鄂圖曼帝國達成條款。1376年，普什曼同意臣服穆拉德一世，並將其姐下嫁給穆拉德一世。這舉動並沒有讓奧斯曼停止侵吞普什曼的邊境。拜占庭帝國的國王約翰五世也在戰後不久同意臣服奧斯曼帝國，讓穆拉德一世直接干預拜占庭帝國的內政。

### 非拉鐵非的陷落
1370年代，保加利亞人及塞爾維亞人都得以喘息，安那托利亞的穩定局勢及加強對拜占庭帝國的內政干預都使穆拉德一世能控制局勢。在塞爾維亞，北方領主拉扎爾·赫雷別利亞諾維奇在馬其頓和黑山的強大貴族以及佩奇東正教修道院的支持下統一了大部分塞爾維亞的核心地帶。其他在馬其頓的塞爾維亞領主，包括馬高，遂臣服於穆拉德一世，以維持他們的地位。
1378年，曼努埃爾二世答應以非拉鐵非換取奧斯曼帝國對內戰的援助，但非拉鐵非單方面拒絕拱手讓人，直至1390年，巴耶塞特一世勸降兩位內戰領袖，同年，非拉鐵非被土耳其人攻陷。

### 杜巴夫尼卡戰役
1380年代中期，穆拉德一世再次注視巴爾幹，其保加利亞附庸希什曼在對瓦拉齊亞統治者達恩一世的戰事裡失利。1385年，穆拉德一世佔領保加利亞在巴爾幹山脈南面的最後一個領地蘇菲亞，打開了通往尼什的道路，該處是瓦爾達爾-摩拉維亞的北端。

### 薩瓦拉平原戰役
1385年9月18日，奧斯曼與塞爾維亞的軍隊於薩瓦拉平原交戰，奧斯曼帝國獲勝，大部分塞爾維亞及阿爾巴尼亞的領主成為附庸。

### 普洛尼克戰役
1386年，穆拉德一世攻陷尼什，拉札爾被迫成為附庸。在他推進到巴爾幹中北部的同時，他旗下的一些部隊沿古羅馬的「伊格那莎大道」向西進入馬其頓。一支奧斯曼帝國軍在1385年抵達阿爾巴尼亞的亞德里亞海海岸。1387年，帝國軍攻陷塞薩洛尼基。巴爾幹基督教國家的獨立地位已面臨嚴重威脅。
穆拉德一世在1387年因安那托利亞的事務而離開巴爾幹，其塞爾維亞及保加利亞附庸遂嘗試擺脫奧斯曼帝國的控制。拉札爾與波斯尼亞的特弗爾特科一世及維丁的史拉特辛米爾組成聯盟。拉札爾拒絕再履行作為附庸的義務，帝國軍隨即起兵應對。拉札爾及特弗爾特科一世的聯軍在尼什以西的普洛尼克擊敗奧斯曼帝國軍，這一勝利鼓勵了希什曼違逆奧斯曼帝國，重申保加利亞的獨立。

### 西勒查戰役
1388年，穆拉德一世返回安那托利亞，並向保加利亞領主希什曼及史拉特辛米爾發動閃電戰，希什曼及史拉特辛米爾馬上歸順。穆拉德一世繼而要求拉札爾作為附庸並上貢。由於拉札爾在普洛尼克的勝利給予他信心，他拒絕了穆拉德一世的要求，轉而親近波斯尼亞的特弗爾特科一世及他的女婿、馬其頓北部及科索沃的領主烏克·布蘭科維奇，以對抗奧斯曼帝國的侵略。

### 科索沃戰役

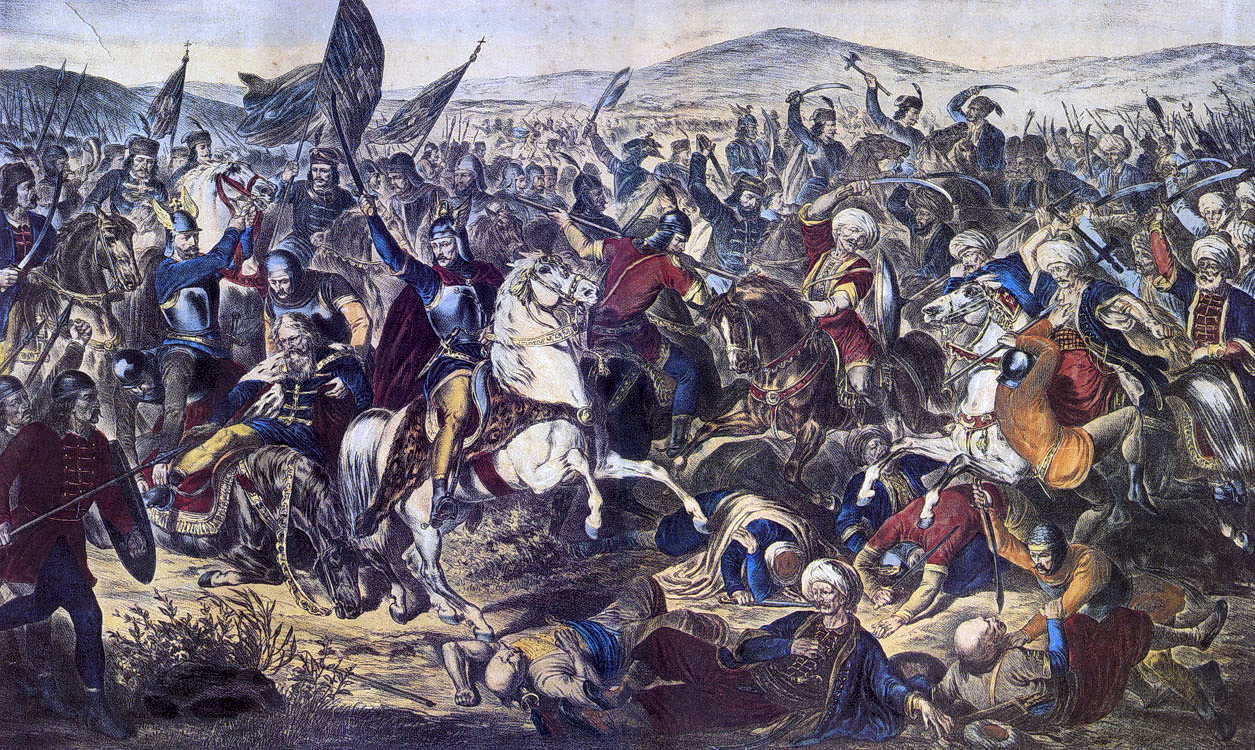
1870年由亞當·史提芬奴域描繪的科索沃戰役。

穆拉德一世在1389年發動了新一輪的侵略，他徵集了當時巴爾幹半島上最大規模的軍隊，包括其保加利亞、塞爾維亞、阿爾巴尼亞及馬其頓附庸，普里萊普的馬高亦在其中。拉札爾則以他旗下的忠實領主、科索沃的烏克·布蘭科維奇、一支波斯尼亞人以及一些匈牙利和阿爾巴尼亞人組成聯軍。雙方於1389年6月28日在科索沃波爾列相遇。
在軍事角度上，科索沃戰役打成平手。關於這場戰役的傳聞有許多，而現今歷史對這戰役的認識卻十分模糊。可以肯定的是，穆拉德一世和拉札爾都戰死。穆拉德一世可能被匈牙利戰士所殺，巴耶塞特一世代替他的父親成為奧斯曼帝國軍的司令，拉札爾被擒，其後被殺。兩軍損失慘重，塞爾維亞及波斯尼亞的殘軍撤離戰場。土耳其人因傷亡慘重而沒有追擊敵人。奧斯曼帝國亦放棄了色雷斯地區，巴耶塞特一世須排除兄弟們的威脅，鞏固帝位。
科索沃戰役雖然是一個和局，但形勢對奧斯曼帝國較有利，奧斯曼帝國有安那托利亞的廣衾地區作為後盾，能夠承受如此重大的損失；塞爾維亞為了應付此役，用上了所有戰力，經此一役後國力更加衰弱。戰後三年，奧斯曼帝國迫使兩名塞爾維亞領主向巴耶塞特一世效忠。塞爾維亞年輕的繼承人斯特凡·拉扎列維奇在1390年與巴耶塞特一世簽訂歸降協議，專注於應付滲透入塞爾維亞北部的匈牙利人。最後一位塞爾維亞的獨立領主一直堅持到1392年。

## 巴耶塞特一世時期
巴耶塞特一世在其父穆拉德一世死後繼承蘇丹之位，他在盛怒之下下令殺死所有戰俘，其性情讓他得到「閃電」的綽號。
巴耶塞特一世持續奧斯曼帝國在巴爾幹半島的征服，他將攻勢全面擴大到整個塞爾維亞及阿爾巴尼亞南部，使大部分的地方領主俯首稱臣，保障了瓦爾達爾-摩拉維亞幹道的南線，並且建立了根據地以向西擴張至亞德里亞海海岸，巴耶塞特一世沿著馬其頓的瓦爾達爾河河谷大量將郁魯克遊牧民族殖民。
土耳其人在匈牙利南部邊界的活動使匈牙利國王西吉斯蒙德意識到奧斯曼帝國威脅到王國，他在巴爾幹半島尋求盟友以組成新的反奧斯曼帝國聯盟。
1393年初，保加利亞的伊凡·希什曼不想再作為附庸，他與西吉斯蒙德、瓦拉幾亞的米爾恰進行秘密磋商，維丁的伊凡·史拉特辛米爾也可能參與在內。巴耶塞特一世得知秘密磋商的事，於是對希什曼發動毀滅性的戰爭，奧斯曼帝國軍在長時間圍攻下攻陷大特爾諾沃，希什曼逃到尼科波爾。後來，尼科波爾也被攻陷，被擒的希什曼被斬首，而希什曼的所有領地都被蘇丹吞併，而史拉特辛米爾再次被迫成為附庸。
在處理了背叛的保加利亞附庸之後，巴耶塞特一世將注意力投放在南面的色薩利及摩里亞。1380年代，當地的希臘領主向鄂圖曼帝國投誠。希臘摩里亞權貴之間的爭吵需要巴耶塞特一世作出斡旋，他在1394年於塞雷為巴爾幹的附庸召開會議，以解決他們之間的爭端，參與者包括色薩利及摩里亞的貴族、拜占庭帝國國王曼努埃爾二世以及塞爾維亞的拉扎列維奇。在會議上，巴耶塞特一世得到所有具爭議性領土的主權，與會者須再重申他們忠於鄂圖曼帝國。
後來，摩里亞的貴族背棄在塞雷對巴耶塞特一世作出的承諾，憤怒的巴耶塞特一世遂圍困摩里亞總督的哥哥曼努埃爾二世，並且向南進軍吞併色薩利。雅典公國承認奧斯曼帝國為君主。儘管奧斯曼帝國在1395年入侵伯羅奔尼撒，並虜獲大量戰利品，巴爾幹半島東北所發生的事件令摩里亞免受進一步的攻擊。
巴耶塞特一世佔領希臘後，瓦拉幾亞的米爾恰沿多瑙河侵攻鄂圖曼帝國。巴耶塞特一世的軍隊，包括其塞爾維亞附庸拉扎列維奇及卡爾積·馬爾科的軍隊於1395年反攻瓦拉幾亞，他們在羅泛戰敗，馬爾科戰死。奧斯曼帝國未能佔領瓦拉幾亞，但米爾恰卻向巴耶塞特一世稱臣，以免再受奧斯曼帝國入侵。巴耶塞特一世撫慰征服得來的多布魯甲地區，並支持弗拉德一世成為瓦拉幾亞公國的統治者，接下來的兩年，瓦拉幾亞公國爆發內戰，米爾恰一世重新成為公國君主。

### 尼科波利斯戰役

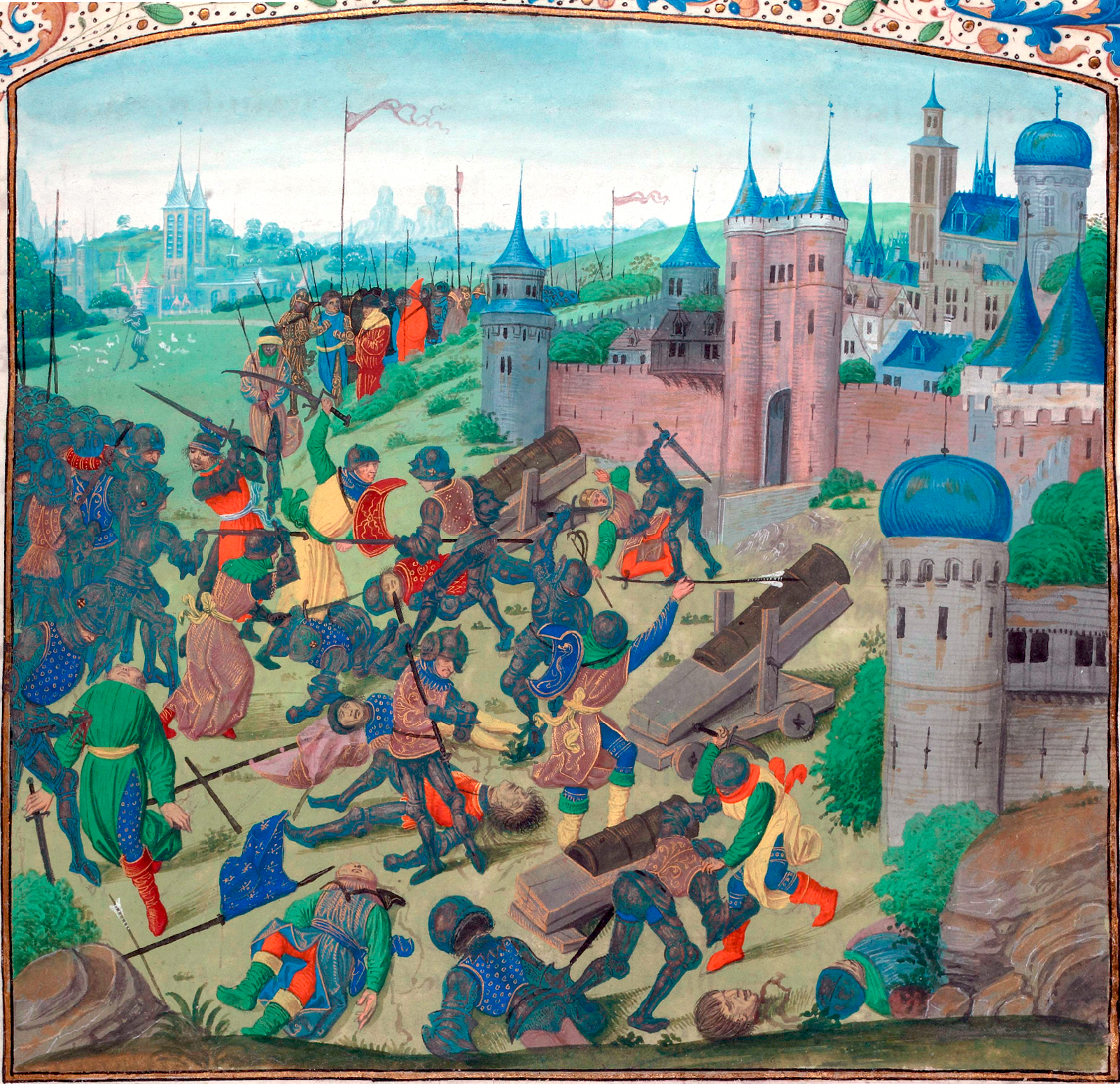
尼科波利斯戰役 （1396年）

1396年，匈牙利國王西吉斯蒙德組成十字軍對抗奧斯曼帝國，主要由匈牙利及法國的騎士組成，瓦拉幾亞的軍隊亦參與在內，十字軍雖然由西吉斯蒙德領導，但依然缺乏凝聚力。十字軍橫過多瑙河，行經維丁，到達尼科波利斯，他們在這裡遇到土耳其人，固執的法國騎士不遵從西吉斯蒙德的戰術，招致大敗。史拉特辛米爾允許十字軍取道維丁，巴耶塞特一世遂入侵維丁，幽禁史拉特辛米爾，吞併了他的領土。維丁的失陷宣佈保加利亞王國滅亡，成為首個因奧斯曼帝國征服運動而滅亡的巴爾幹地區基督教國家。
繼尼科波利斯戰役後，巴耶塞特一世再侵襲匈牙利、瓦拉幾亞及波斯尼亞，他征服了阿爾巴尼亞的大部分地區，迫使阿爾巴尼亞北部的貴族領主降服，又圍攻君士坦丁堡:26，在1397年，曼努埃爾二世同意以後的拜占庭帝國國王都須得到蘇丹確認，巴耶塞特一世才停止攻擊君士坦丁堡。不久後，巴耶塞特一世返回安那托利亞，以應付奧斯曼帝國以外的土耳其人，自此再也沒有踏足巴爾幹半島。

### 安卡拉之戰

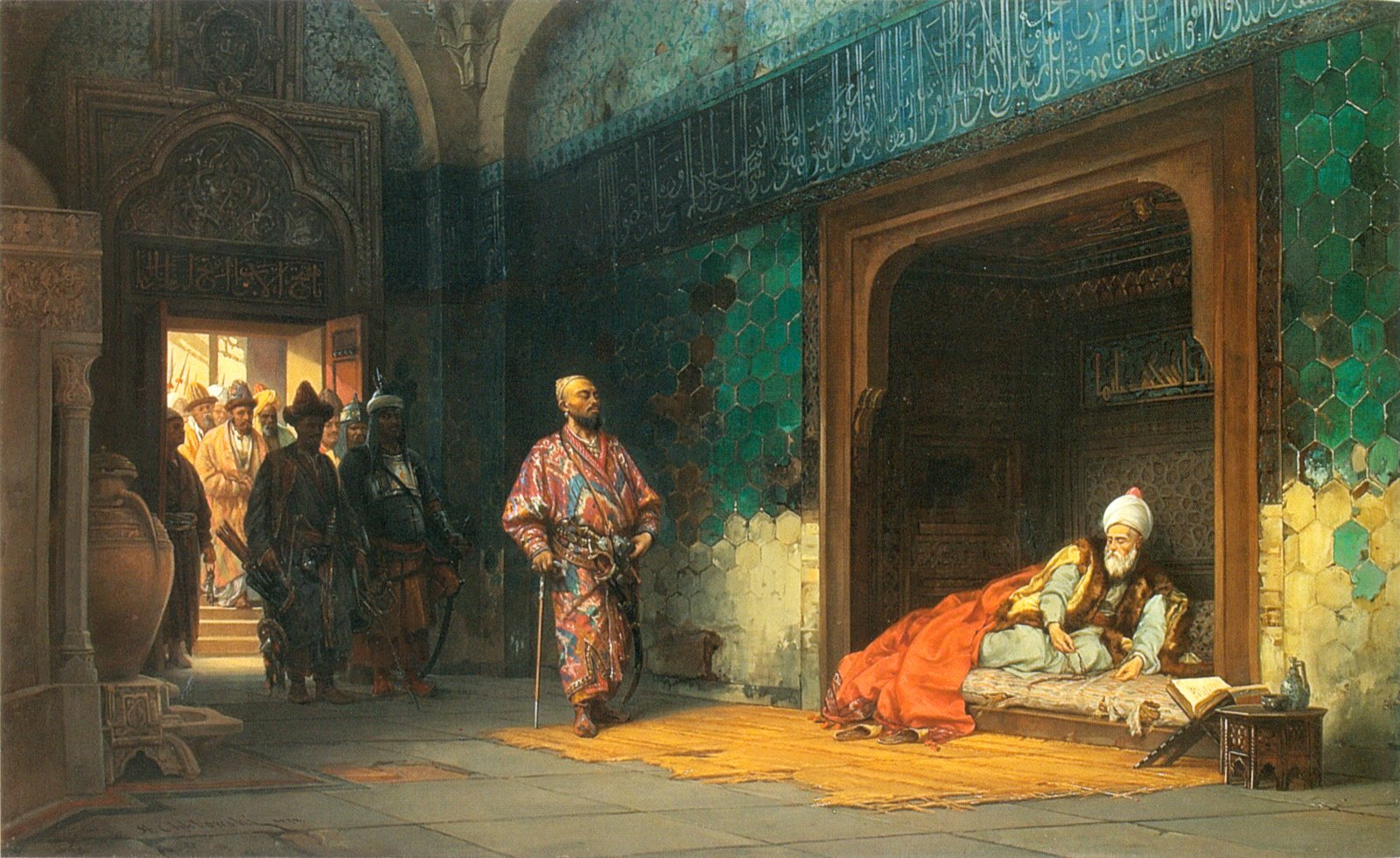
1878年史坦尼斯勞·查雷波斯基作品《被帖木兒囚禁的蘇丹巴耶塞特》，描寫巴耶塞特成為帖木兒的俘虜。

巴耶塞特一世帶走了一支主要由巴爾幹半島附庸所組成的軍隊，包括以拉扎列維奇為首的塞爾維亞人。奧斯曼帝國在不久後被帖木兒入侵。約1400年，帖木兒進入中東，掠夺安那托利亞東部的村落，開始與奧斯曼帝國爆發衝突。1400年8月，帖木兒率領其军队焚毀錫瓦斯，並深入安那托利亞腹地。1402年7月20日，雙方的軍隊在安卡拉城外相遇，安卡拉之戰爆發，奧斯曼帝國軍潰敗，巴耶塞特一世被擒，死於牢獄中，結果奧斯曼帝國臣服於帖木儿。巴耶塞特一世的兒子們在1402至1413年為了爭權而爆發争位战争，這段時間被稱為大空位期，使奧斯曼帝國在巴爾幹半島的擴張活動中斷。

## 大空位期
奧斯曼帝國在安卡拉戰敗，導致全國陷入一片混亂，帖木儿人可在境內縱橫。巴耶塞特一世被俘後，他的兒子蘇萊曼·切萊比、伊薩·切萊比、穆罕默德·切萊比及穆薩相互攻伐，是為奧斯曼帝國大空位期。
這時期讓奧斯曼帝國在巴爾幹半島上的附庸處於半獨立的狀態。巴耶塞特一世的其中一名兒子蘇萊曼以埃迪爾內為首都:32，自稱為國王，但他的兄弟們都拒絕承認。蘇萊曼與拜占庭帝國結盟，又於1403年與威尼斯共和國結盟，以鞏固其地位。蘇萊曼傲慢的個性令到其巴爾幹附庸反對他。1410年，蘇萊曼被穆薩所殺，穆薩在拜占庭帝國國王曼努埃爾二世、塞爾維亞國王斯特凡·拉扎列維奇、瓦拉幾亞統治者米爾恰一世以及保加利亞君王兩名兒子的支持下獲得奧斯曼帝國控制下的巴爾幹地區。穆薩接著又要面對弟弟穆罕默德的挑戰，穆罕默德原本是帖木儿的附庸，獨立後旋即佔據安那托利亞。
穆薩開始著手於應付漸趨獨立的巴爾幹地區基督教附庸，他疏遠巴爾幹地區的伊斯蘭官僚及商人，爭取低下階層的支持。巴爾幹地區基督教附庸轉而傾向穆罕默德，他是當時奧斯曼帝國軍事、宗教及商界領袖。1412年，穆罕默德入侵巴爾幹半島，攻陷索菲亞及尼什，穆薩被殺:33。穆罕默德一世成為奧斯曼帝國的唯一統治者。穆罕默德一世須面對巴爾幹半島脆弱的政局，原先降服於奧斯曼帝國的塞爾維亞、瓦拉幾亞及拜占庭附庸事实上已獨立，阿爾巴尼亞各部族已統一為單一國度，波斯尼亞及摩爾多瓦已完全獨立，匈牙利仍對巴爾幹半島存有野心，威尼斯控制着爱琴海海岸地區。在巴耶塞特一世死前，奧斯曼帝國能有效控制巴爾幹半島，到大空位期結束時，這一說法已存有疑問。

## 穆罕默德一世時期
1413年，穆罕默德·切萊比以勝利者的姿態於埃迪爾內加冕為穆罕默德一世，他的首要任務是要恢復奧斯曼帝國以往的輝煌，因奧斯曼帝國在大空位期國力受損。雖然帖木兒在1405年逝世，帖木儿人在東方仍威脅著帝國的安全；巴爾幹半島的基督教國家已脫離奧斯曼帝國的控制；安那托利亞在戰火中受到摧殘。
穆罕默德一世將首都由普薩斯遷至埃迪爾內，而面對巴爾幹半島逐漸獨立的各個藩屬國，穆罕默德一世普遍以外交途徑取代軍事手段處理。他亦有對歐洲近鄰實施軍事擴張，將阿爾巴尼亞的大部分領土重近置於奧斯曼帝國的控制下，又迫使波斯尼亞國王特弗爾特科二世及許多波斯尼亞貴族重新歸降。實際上，穆罕默德一世僅對威尼斯發動過一次短促且意義不大的戰爭。
在他在上任後還須處理一些重大的國內事務，穆薩的政策激起了奧斯曼帝國巴爾幹半島內低下階層的不滿。1416年，多布魯甲地區的穆斯林及基督教徒爆發叛亂，該叛亂由穆薩的好友薩伊·貝德爾丁所領導，並得到瓦拉幾亞統治者米爾恰一世的支持。薩伊·貝德爾丁鼓吹將伊斯蘭教、基督教及猶太教結合為同一個宗教，並且要奧斯曼帝國官員及上層階級付出代價來解放農民及遊牧民族，以推動社會進步。穆罕默德一世敉平叛亂，米爾恰一世乘虛佔據多布魯甲。1419年，穆罕默德一世重奪多布魯甲，佔據久爾久的多瑙河碼頭，並逼使瓦拉幾亞成為藩屬國。
穆罕默德一世在位時期一直致力於重組在大空位期受損的國家結構。穆罕默德一世在1421年逝世，由他的兒子穆拉德繼位為蘇丹。

## 穆拉德二世時期
穆拉德二世在任早期忙於鞏固王位及應付叛亂，當中以塞爾維亞人的叛亂最為著名。

### 君士坦丁堡圍城戰
1422年，穆拉德二世進攻君士坦丁堡，戰事持續數個月，成功迫使拜占庭帝國額外納貢。
1423年，奧斯曼帝國對威尼斯開戰。在穆拉德二世圍攻君士坦丁堡期間，拜占庭帝國對希臘城邦的控制力減弱。

### 塞薩洛尼基圍城戰
威尼斯在其國民的要求下奪取塞薩洛尼基的控制權，奧斯曼帝國軍對塞薩洛尼基展開圍攻，許多威尼斯士兵被殺，相信他們都是希臘人。穆拉德二世提出和平條款，威尼斯人認為無法接受，於是對奧斯曼帝國展開全面對抗。
穆拉德二世反應迅速，開始圍攻君士坦丁堡並遣軍趕去塞薩洛尼基。威尼斯從海路向塞薩洛尼基增援，但在奧斯曼帝國的強攻下勝負已分，威尼斯人逃往戰船。土耳其人進城搶掠，威尼斯的戰船遂炮轟塞薩洛尼基，奧斯曼帝國軍只得撤出，威尼斯的戰船抑制住鄂圖曼帝國軍，直到新一批威尼斯援軍重新佔據塞薩洛尼基。圍攻塞薩洛尼基以穆拉德二世的失敗告終，塞爾維亞及匈牙利與威尼斯結盟。教宗瑪定五世呼籲其他基督教國家參與對抗鄂圖曼帝國，但只有奧地利派遣軍隊到巴爾幹半島響應。
奧斯曼帝國軍重奪瓦拉幾亞，瓦拉幾亞在大空位期被米爾恰一世所據，並且是匈牙利的藩屬國。當奧斯曼帝國軍進入瓦拉幾亞時，塞爾維亞開始攻擊保加利亞地區，與此同時，在教宗的鼓動下，位於安那托利亞的卡拉曼侯國從後攻擊奧斯曼帝國。穆拉德二世須分兵應對，他將主力部署在索菲亞，其餘的軍力調回安那托利亞，而位於瓦拉幾亞的奧斯曼帝國軍已被匈牙利擊潰，匈牙利趁奧斯曼帝國正與塞爾維亞開戰時驅軍南挺，深入保加利亞。塞維爾亞戰敗，奧斯曼帝國得以集中火力對抗匈牙利，匈牙利知道無法從後方夾擊奧斯曼帝國軍，遂退回瓦拉幾亞。穆拉德二世加強了邊境防禦，但沒有嘗試重奪瓦拉幾亞，他將兵力調回安那托利亞，在1428年擊敗卡拉曼侯國。
1430年，一支規模龐大的奧斯曼戰船突然襲擊塞薩洛尼基。威尼斯於1432年簽署和平協定，將塞薩洛尼基及周邊地區讓給奧斯曼帝國。1441年，神聖羅馬帝國、波蘭王国、阿爾巴尼亞、詹達爾侯國及卡拉曼侯國介入對抗奧斯曼帝國，塞爾維亞王国、匈牙利王国與奧斯曼帝國的戰事膠著化。1443年，尼什及索菲亞失陷予基督教國家，接著又在賈洛瓦戰役戰敗。1444年7月12日，穆拉德二世簽訂和平協定，正式割讓瓦拉幾亞、保加利亞的瓦爾納州予匈牙利，割讓保加利亞西部（包括索菲亞）予塞爾維亞，又迫令穆拉德二世遜位予其22歲兒子穆罕默德。同年，基督教國家違反和平協定，再度發起攻勢。

### 瓦爾納戰役
1444年11月11日，奧斯曼帝國於瓦爾納戰役擊敗了匈雅提·亞諾什領導、瓦迪斯瓦夫三世的波蘭匈牙利籍軍隊。
1446年，穆拉德二世在土耳其新軍的協助下復位。1448年，另一個和平協定被訂立，奧斯曼帝國得到瓦拉幾亞、保加利亞及阿爾巴尼亞部分地區。穆拉德二世穩定了巴爾幹半島前線後，在東面擊敗帖木兒的兒子沙哈鲁、詹達爾侯國及卡拉曼侯國。

### 科索沃戰役
1448年，匈雅提·亞諾什認為進攻奧斯曼帝國的時機已到，於是在繼瓦爾納戰敗之後再發兵進攻奧斯曼帝國。他認為致勝關鍵在於巴爾幹半島人民潛在的叛亂以及突襲，然而，匈雅提·亞諾什再次戰敗。
穆拉德二世在1450至1451年的冬季逝世，有人認為穆拉德二世是在與斯坎德培的阿爾巴尼亞游擊隊作戰時因傷致死的。
穆罕默德二世繼任為蘇丹，許多人對他就任表示疑慮。

## 穆罕默德二世時期
穆罕默德二世在1451年穆拉德二世逝世後繼位，旋即征服並吞併卡拉曼侯國，延長與威尼斯及匈牙利的和平協議，證明了他的軍事及政治才幹，足以讓奧斯曼帝國的宮廷貴族信服。
他視攻佔君士坦丁堡為首要戰略，相信這能鞏固他的權力，以抑壓那些在他登位早期制造麻煩的軍官及官員。由於君士坦丁堡長久以來受基督教徒統治，奧斯曼帝國的敵人可把當地作為分裂帝國的根據地，又可作為西方基督教徒展示軍事成就的一個標誌。君士坦丁堡位處地中海東部與中亞之處的陸路及海路貿易樞紐，得到君士坦丁堡意味著可獲得巨大的財富。君士坦丁堡是傳說中的帝王之城，把它征服可以樹立威望，佔據君士坦丁堡的君王不但可成為穆斯林的英雄，也會被穆斯林及基督教徒視為強大的帝王。
穆罕默德二世花了兩年的時間準備進攻君士坦丁堡，他建立海軍從海路孤立君士坦丁堡，又向匈牙利的製槍工人購買了一間大炮兵工廠，他在海岸建立了一個要塞，封閉了君士坦丁堡城北的博斯普魯斯大橋，以杜絕敵方在黑海而來的援軍。他集結兵力於色雷斯，又與威尼斯簽訂貿易協議，防止威尼斯介入。其他西歐國家則忙於應付戰爭及政敵，間接地配合了穆罕默德二世的計劃。

### 君士坦丁堡之陷落

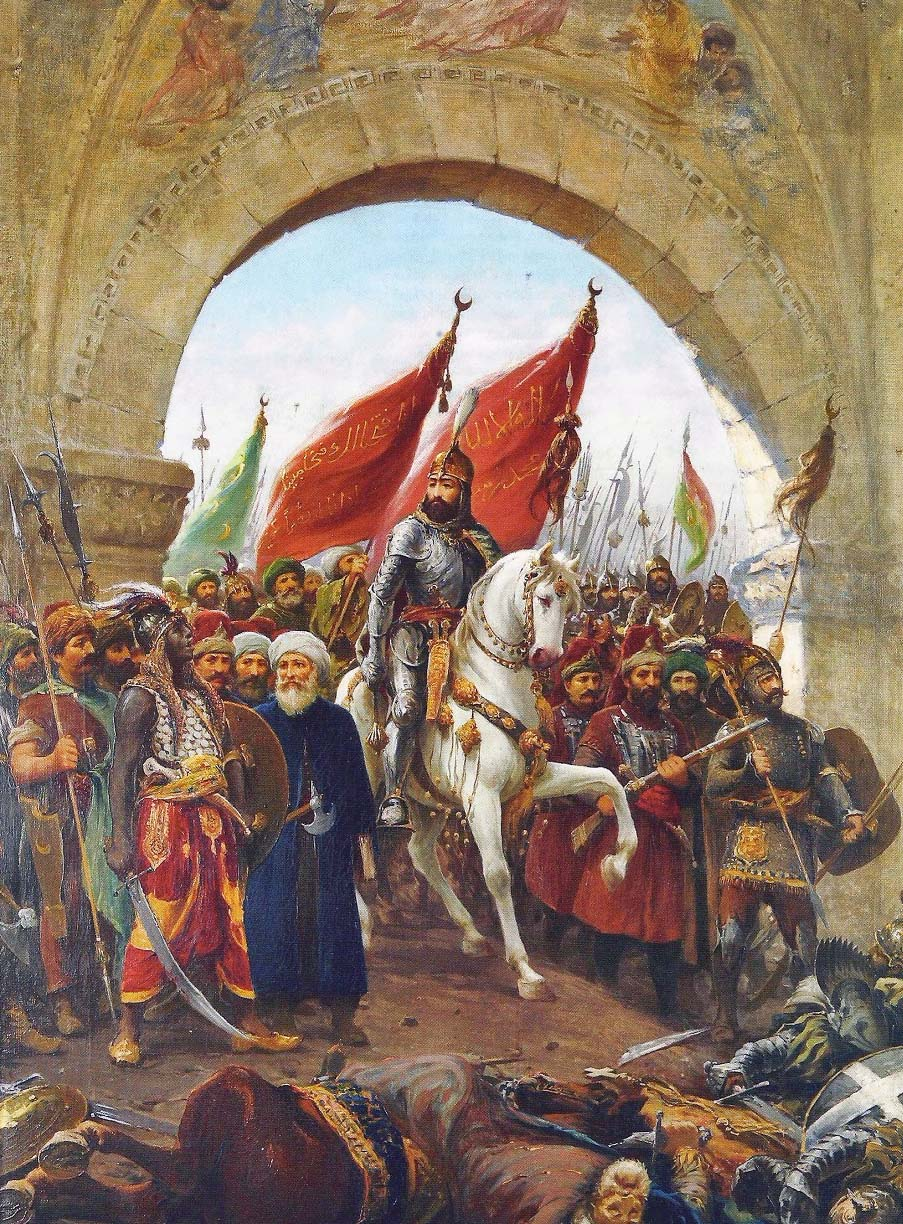
穆罕默德二世進入君士坦丁堡。

1451年，衰弱的拜占庭帝國要求穆罕默德二世倍加貢金，以報答拜占庭帝國制止一個顗覦奧斯曼帝國王位的人。穆罕默德二世以此為理由廢止一切與拜占庭帝國簽訂的所有協議。不過，他在1452年提出圍攻君士坦丁堡的建議時遭到底萬的大多數成員，特別是大維奇爾钱达尔勒·哈利勒的反對，批評蘇丹過於急進和自信。1452年4月15日，穆罕默德二世下令準備圍攻君士坦丁堡。
1453年4月，穆罕默德二世對君士坦丁堡發動圍攻。儘管喬瓦尼·朱斯蒂尼亞尼在拜占庭帝国皇帝君士坦丁十一世的授意下英勇作戰，但由於沒有援軍，他們的頑抗最終失敗。經歷大炮狂轟兩個月，堅不可摧的城牆終被擊破。1453年5月29日的黎明時分，穆罕默德二世下令全力進攻，在城牆處進行了短暫但劇烈的混戰，朱斯蒂尼亞尼受重傷，奧斯曼帝國軍由一個打開的突圍點攻入，擊潰守軍。根據基督教的文獻記載，君士坦丁十一世奮勇衝向攻進來的鄂圖曼帝國軍而戰死，不知所終，但奧斯曼的文獻則記載，君士坦丁十一世丟棄披風，逃離君士坦丁堡。奧斯曼帝國軍進城後進行掃蕩。長久以來被歐洲人奉為羅馬帝國神聖都會的君士坦丁堡落入穆罕默德二世的手裡，轉而成為穆斯林夢寐以求的奧斯曼帝國都會。穆罕默德二世將君士坦丁堡易名為伊斯坦堡。
攻陷君士坦丁堡後，穆罕默德二世在1462年建托卡比皇宮，將首都由埃迪爾內遷至君士坦丁堡。穆罕默德二世自稱「羅馬凱撒」，自視為羅馬帝國的後繼者。後來，他進攻奧特朗托，旨在奪取羅馬，並使羅馬帝國自751年以來再度統一。聖索非亞大教堂和城內許多教堂和修道院都變成清真寺。非穆斯林居民的權益也受到保護，以確保商貿的穩定及連貫。君士坦丁堡經歷了1204年4月13日的第四次十字和屠杀四十万人之后後一蹶不振，在拜占庭帝國的統治下又飽受貧困達兩個世紀，穆罕默德二世征服的君士坦丁堡可以說是空殼而已，君士坦丁堡的人口銳減，資產遭拋棄或破損。穆罕默德二世馬上著手振興伊斯坦堡，公共及私人的資產開放給公眾，吸引不同宗教及種族背景的熟手工匠及商人返回伊斯坦堡，使伊斯坦堡迅速發展為奧斯曼帝國的多民族、多文化及繁榮的經濟、政治及文化中心。伊斯坦堡遠離邊境，確保了伊斯坦堡的和平、安全及財富。

### 貝爾格萊德圍攻戰

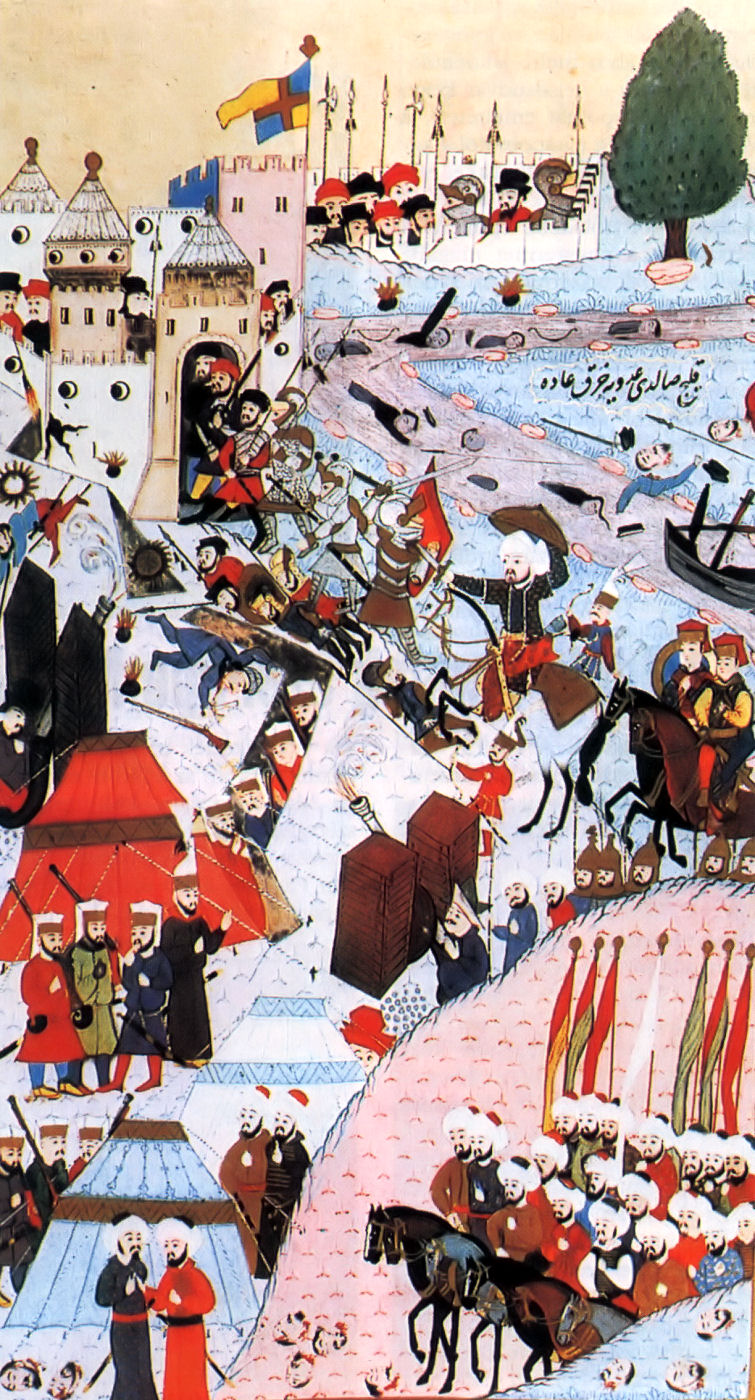
貝爾格萊德圍攻戰

穆罕默德二世得到「征服者」的名號，決定集權於帝國。他決定要根除拜占庭帝國在巴爾幹半島的殘存勢力，並且消滅基督教附庸國。在1454年至1463間，他發動一連串軍事行動，目的是要沿著多瑙河及亞得里亞海建立一道堅固的防線對抗匈牙利及威尼斯。
穆罕默德二世以塞爾維亞為第一個目標，經過兩年征服，他獲得了塞爾維亞南部及新布爾多珍貴的銀礦及金礦。布蘭科維奇允許穆罕默德二世取道，於貝爾格萊德圍攻匈牙利人:59。被匈雅提·亞諾什在危急關頭領援軍抵達，遏止了穆罕默德二世攻陷貝爾格萊德的計劃，穆罕默德二世只得撤退。塞爾維亞君主布蘭科維奇逝世後不久，承繼的問題再度出現，使塞爾維亞陷入無政府狀態，穆罕默德二世以有一位塞爾維亞繼母為由自稱為塞爾維亞君主，但阿爾巴尼亞的領袖斯坎德培馬上採取行動制止他。
斯坎德培嘗試驅趕駐在阿爾巴尼亞的奧斯曼帝國軍，穆罕默德二世派遣軍隊將斯坎德培的軍隊趕入山區，而摩里亞的兄弟德米特里·帕里奧洛格斯與湯馬斯·帕里奧洛格斯陷入內戰，德米特里親近奧斯曼帝國，湯馬斯則尋求教宗及其他西方統治者的協助對抗其兄及土耳其人，他們之間的鬥爭導致摩里亞陷入一片混亂。
穆罕默德二世在1458年抵達希臘，吞併希臘北部地區。1459年初，穆罕默德二世攻陷雅典，一年後，湯馬斯流亡到帕特雷，德米特里將米斯特拉斯拱手奉給穆罕默德二世。1460年，摩里亞全區被奧斯曼帝國佔領，拜占庭帝國滅亡。整個希臘，除了威尼斯共和國控制的梅西爾、科羅尼及皮洛斯外，都被奧斯曼帝國控制。
在攻陷摩里亞的一年前，穆罕默德二世向北挺進入侵塞爾維亞，有利於他自稱為塞爾維亞君主。在於塞爾維亞的附庸被穆罕默德二世征服。此時，匈牙利國王、匈雅提·亞諾什之子馬加什一世忙於中歐事務，未有特別注意他的南部邊境。塞爾維亞最後一個領地斯梅代雷沃在1459年亦告淪陷，塞爾維亞王國滅亡。多瑙河以南僅有匈利牙控制的貝爾格萊德未被奧斯曼帝國征服。
穆罕默德二世征服了塞爾維亞及希臘後，由斯坎德培領導的阿爾巴尼亞對穆罕默德二世來說也是一個威脅。1461年，奧斯曼帝國與斯坎德培達成停戰協議，使奧斯曼帝國得以專心應付叛變並入侵保加利亞的瓦拉幾亞附庸弗拉德三世。
翌年，穆罕默德二世轉戰安那托利亞錫諾普，對抗來犯的詹達爾侯國及烏宗·哈桑領導的亞美尼亞，1461年8月15日征服特拉比松帝國。
1462年，穆罕默德二世入侵瓦拉幾亞，弗拉德三世流亡，穆罕默德二世並沒有吞併瓦拉幾亞，反而扶植另一位沃爾沃德，作為其附庸。
歐洲國家擔心奧斯曼帝國繼續鞏固其在巴爾幹半島的根據地以及沿亞德里亞海岸的持續擴張。1462年，威尼斯慫恿斯坎德培違背他與奧斯曼帝國的停戰協議。波斯尼亞國王史提芬·托馬舍維奇亦跟隨起事，否認奧斯曼帝國的宗主權，並接受匈牙利的保護。黑塞哥維那在1440年代與波斯尼亞分裂，君主赫塞哥·史提芬·武克季奇亦加入。他們的聯合行動引起穆罕默德二世的快速反應，他在1465年入侵阿爾巴尼亞，迫使斯坎德培簽署新的停戰協定，接著舉兵北上，挺進波斯尼亞及黑塞哥維那，波斯尼亞被徹底征服，而黑塞哥維那在匈牙利的援助下力保不失，直至1481年才被土耳其人征服。
另一個與塞爾維亞接壤的地區黑山位於塞爾維亞西南的山區，擁有狹窄的亞德里亞海海岸線。在1450年代初，史提芬·茨諾耶維奇在威尼斯的支持下領導黑山在塞爾維亞君主布蘭科維奇的統治下獨立。1450年代，縱使許多部落酋長成為奧斯曼帝國的附庸，茨諾耶維奇仍能利用崎嶇的地勢擊退土耳其征服者。茨諾耶維奇死後，他的兒子伊萬·茨諾耶維奇在1471年向穆罕默德二世稱臣，但此舉未能阻止奧斯曼帝國佔領他的大部分領地，後來伊萬不再向奧斯曼帝國納貢，入侵黑山遂成為穆罕默德二世在1477至1479年間征服阿爾巴尼亞及威尼斯控制的海岸的重要部分，伊萬被迫流亡，穆罕默德二世吞併了黑山大部分地區。
穆罕默德二世移師西面，進擊威尼斯，威尼斯擔憂奧斯曼帝國對亞德里亞海岸及港口城市的持續壓迫，於1465年與匈牙利及斯坎德培結成反奧斯曼帝國聯盟，戰事一直持續至1479年，威尼斯贏得爱琴海诸岛的控制權，但威尼斯控制的意大利東北部遭到奧斯曼帝國軍的洗劫。斯坎德培在1468年逝世，此後穆罕默德二世完全征服了阿爾巴尼亞。1464年，匈牙利在貝爾格萊德擊退了奧斯曼帝國的第二次攻城，匈牙利國王馬加什一世引入新的盟友－摩爾多瓦的沃爾沃德史提芬，以加強聯盟對抗奧斯曼帝國的實力。
摩爾多瓦在傳統上作為波蘭的附庸，確保獨立於匈牙利，它位於多瑙河及瓦拉幾亞的東北端，一直與奧斯曼帝國河水不犯井水，直到1420年，穆罕默德一世在遏止了貝德爾丁叛亂後首次入侵摩爾多瓦。在1440至1450年代，摩爾多瓦的國力被內戰削弱，沃爾沃德彼得·阿朗承認奧斯曼帝國為宗主國，並向鄂圖曼帝國進貢，然而，摩爾多瓦與奧斯曼帝國的邊境相距甚遠，彼得·阿朗的俯首稱臣並不實在。
史提芬原本利用繼承自他父親的奧斯曼帝國附庸身分對付摩爾多瓦傳統的敵人匈牙利。史提芬是一位出色的軍官，他在1465年佔領多瑙河的商業重鎮奇力拉，兩年後擊敗入侵的匈牙利人。他在戰場及摩爾多瓦內的威望俱增，於是終止向奧斯曼帝國納貢，導致他與穆罕默德二世的關係惡化。1474年，史提芬入侵瓦拉幾亞，逐出奧斯曼帝國的瓦拉幾亞附庸。穆罕默德二世要求史提芬立刻輸貢，並交還奇力拉，史提芬加以拒絕，並於1475年挫敗穆罕默德二世的報復性侵攻。

### 伯拉德福戰役

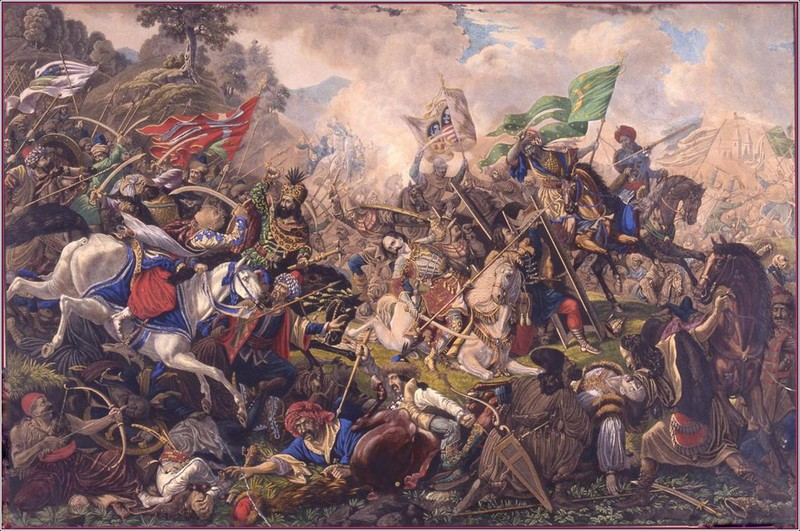
伯拉德福戰役

凱旋而歸的史提芬知道穆罕默德二世絕不會就此罷休，於是願意成為匈牙利國王馬加什一世的附庸以尋求協助。1476年，穆罕默德二世親征摩爾多瓦，他的軍隊一路往史提芬的首都蘇恰瓦掠奪。穆罕默德二世缺乏補給支援，再加上軍中霍亂盛行，穆罕默德二世只得撤退。史提芬反守為攻，驅軍挺進瓦拉幾亞，並在接下來的九年在邊境與奧斯曼帝國糾纏，史提芬的奮戰是兩個羅馬尼亞公國得以保持獨立及未有跟隨多瑙河以南諸多附庸國命運的主要因素。
1480年，穆罕默德二世派遣軍隊征戰意大利，以報復教宗支持威尼斯及親近反奧斯曼帝國聯盟。奧斯曼帝國軍佔領奧特朗托，直取羅馬。1481年，穆罕默德二世的死訊傳出，終止了奧斯曼帝國軍的遠征，羅馬幾乎被攻陷。
穆罕默德二世逝世時，奧斯曼帝國實質上已完成了對巴爾幹半島的征服。